# 미국 철학

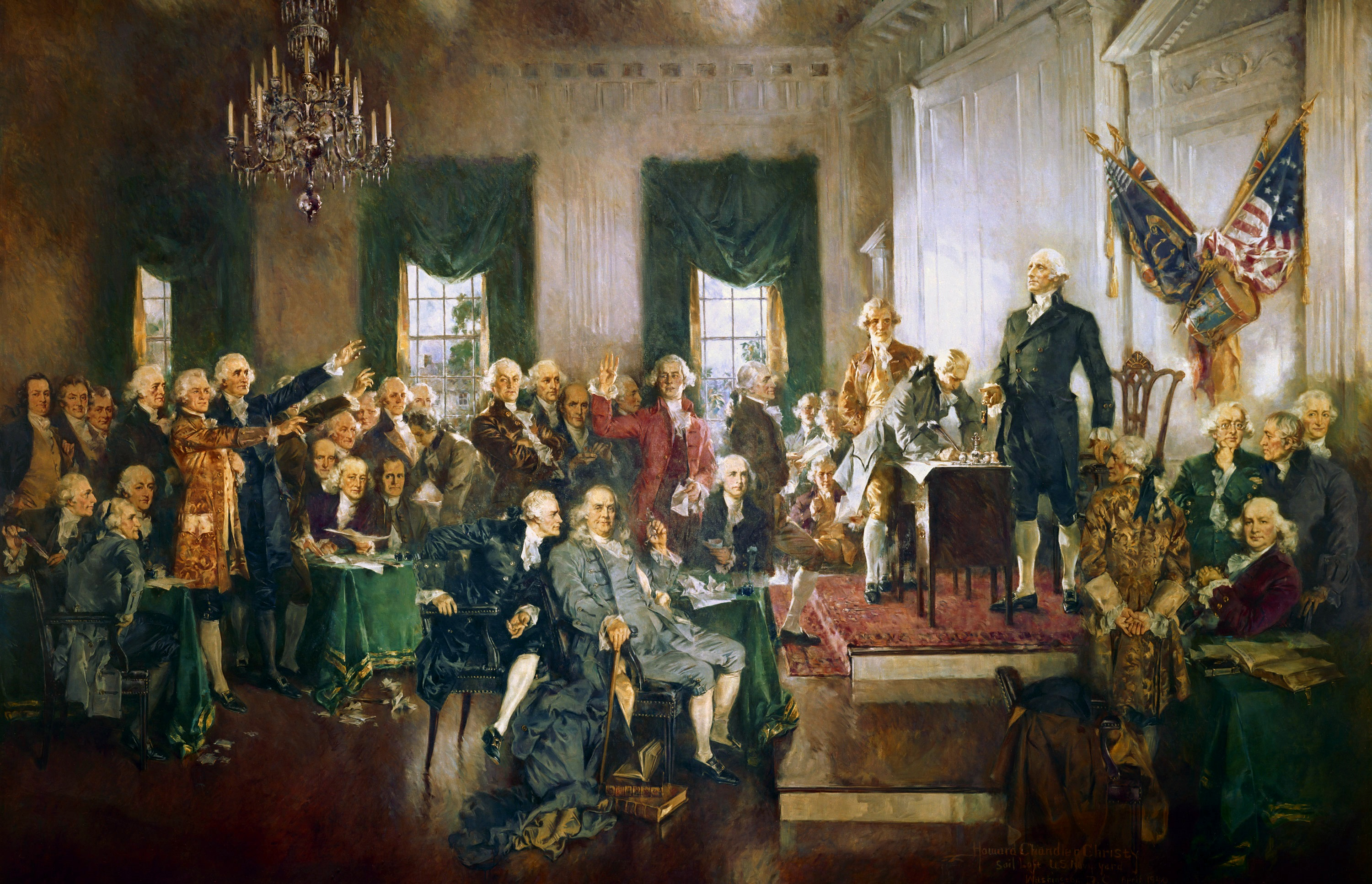
미국의 정치, 법 철학에서 중요한 문헌인 미국 헌법의 서명으로 이어진 필라델피아 제헌 회의의 장면을 그린 하워드 챈들러 크리스티의 그림.

미국 철학(美國哲學)은 미국인의 철학적 활동 또는 성취이다. 《인터넷 엔사이클로피디아 오브 펄라서피》는 "특징을 정의하는 핵심 요소가 결여되어 있음에도 미국 철학은 미국의 정체성의 반영과 형성 둘 다로 볼 수 있다"고 하고 있다.

## 17세기
미국의 철학적 전통은 유럽의 아메리카 식민지화 시기부터 시작되었다. 뉴잉글랜드에 도착한 청교도는 초기 미국 철학을 종교적 전통에 끼워넣었고(청교도 섭리주의), 개인과 공동체의 관계가 강조되었다. 이는 〈코네티컷 기본법〉(1639년)이나 〈자유 메사츄세츠 단체〉(1641년)와 같은 초기 식민지 문서에 명백히 드러나 있다.
존 윈스럽과 같은 사상가는 공공 생활이 사행활에 우선한다고 주장하였고, 그의 이러한 주장은 로저 윌리엄스와 같은 신학자들이 종교적 관용과 정교분리를 강조하는데 영향을 주었다.

## 18세기
18세기 미국 철학은 크게 보아 둘로 나눌 수 있다. 첫 번째 부분은 청교도 칼뱅주의 개혁 신학으로 이는 계몽주의 자연 철학과 같은 제1차 대각성 운동의 영향을 받은 것이었다. 두 번째 부분은 미국 계몽주의의 도덕 철학으로 미국 내 대학에서 교육되었다. 이들은 "격동의 1760-70년대"에 "합중국을 위한 새로운 지적 문화"를 만드는 데 이용되었고, 미국 국부들의 정치 사상과 함께 결합된 유럽 계몽주의의 미국적 구현으로 이어졌다.
18세기에는 프랜시스 베이컨과 데카르트, 뉴턴, 로크, 버크리 등의 계몽주의 철학자들이 당시 영국의 식민지였던 미국에 소개되었다. 미국 출신의 새뮤얼 존슨과 조너선 에드워즈는 이러한 철학자들의 영향을 받았으며, 그들 자신의 미국적 신학과 철학을 발전시키키 위하여 계몽주의 사상을 수용하고 확장시켰다. 두 사람은 모두 청교도 회중 교회의 성직자로서 새로운 계몽주의 사상을 받아들였다. 두 사람은 예일대학교에서 교육 받았고 버클리대학교의 총장이 되어 영향력 있는 관념론자로서 활동하였다. 또한 두 사람은 모두 미국의 정치 철학 발전과 국부들의 활동에 영향을 주었다. 그러나, 존슨이 영국 성공회로 개종한 반면 에드워즈는 칼뱅주의 교리에 바탕을 두고 청교도 신학을 개혁하여 윌리엄 월레이슨의 자연 종교와 같은 새로운 미국 도덕 철학의 바탕이 되었다. 18세기 후반 스코틀랜드 상식 학파가 도입되어 남북전쟁 시기까지 학계를 석권하였다.

### 계몽주의의 도입

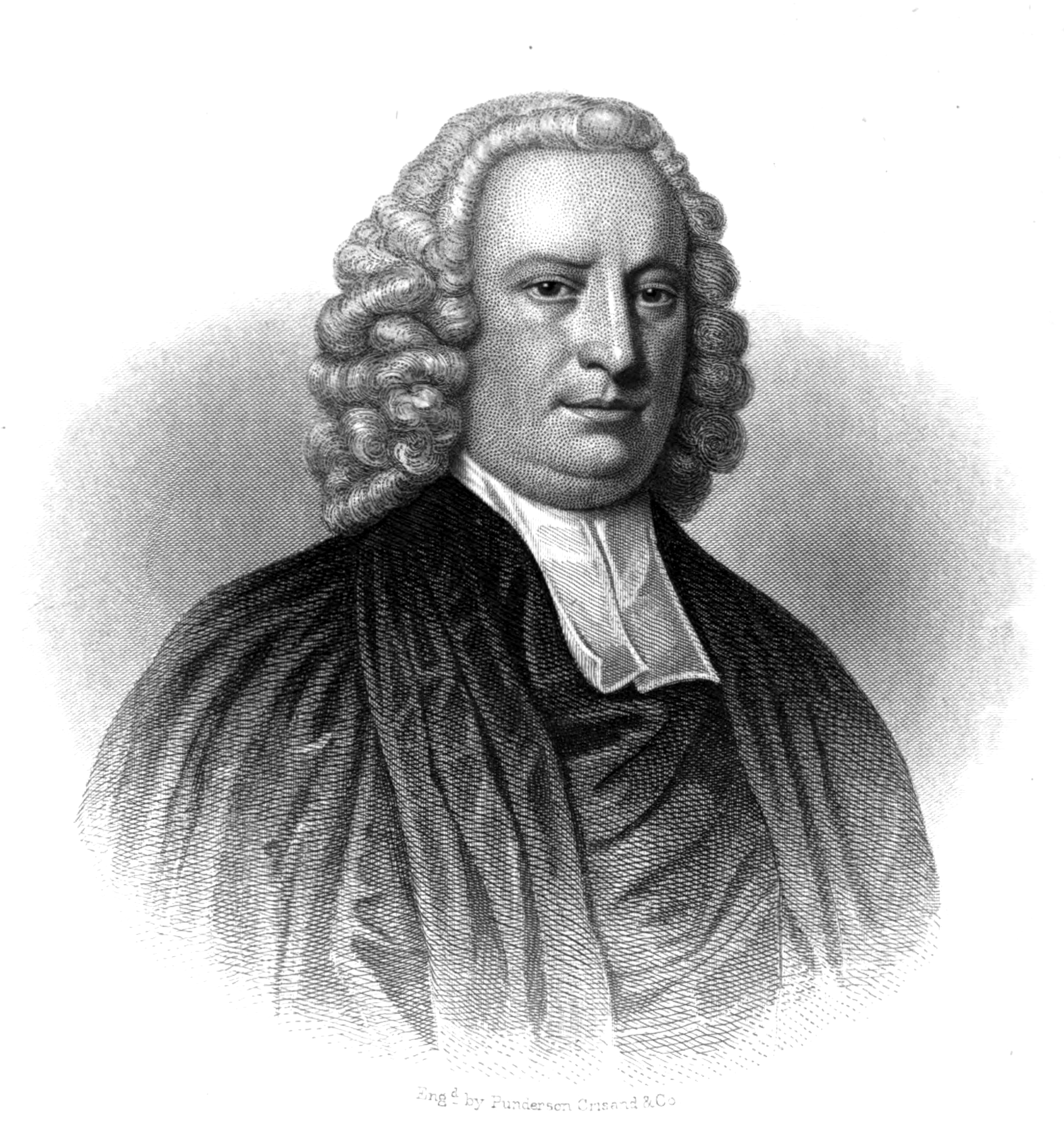
새뮤얼 존슨

식민지 시기 첫 한 세기 동안 뉴잉글랜드 지역의 대학 교육은 윌리엄 에임즈의 청교도 신학과 "피터 라무스"의 16세기 논리 방법론"에 지배되었다. 1714년 13개 식민지의 대표 제러마이어 더머가 잉글랜드로부터 800 권의 책을 들여와 예일대학교에 비치하였다. 이 책들에는 "새로운 학습"으로 알려진 로크, 데카르트, 뉴튼, 보일, 셰익스피어와 같은 사람들의 저작이 포함되어 있었고, 그 때까지 예일대학교나 하버드대학교에는 알려져 있지 않았던 여러 계몽주의 저자들의 저술도 들어있었다. 당시 코네티컷주 길포드 출신의 18세 된 어린 학생이었던 새뮤얼 존슨은 이 책들 속에서 프란시스 베이컨의 《학습의 이점》을 읽었다. 존슨은 자신의 자서전에서 "그 책의 모든 내용이 하루 동안에 내 마음 깊숙히 흘러들었다"고 회상하면서, "마치 희미하게 깜박이던 빛이 활짝 개인 날 쏟아지는 햇살처럼 된 순간"이라고 적었다. 존슨은 자신이 그동안 예일대학교에서 배운 내용이 그저 길거리에서 몇가닥 주워들은 잉글랜드와 네덜란드 시스템의 자그마한 학문 쪼가리에 지나지 않다고 여기게 되었다.
존슨은 1716년 예일대학교 강사가 되었다. 그는 계몽주의 교육과정을 채택하여 강의하였고 이는 미국 계몽주의의 출발점이 되었다. 그의 제자 가운데 하나였던 조너선 에드워즈는 15세 무렵 존슨의 강의를 들었다. 후일 에드워즈는 존슨의 뒤를 계승하였다. 그러나 존슨과 에드워즈는 예정설, 자유의지, 원죄, 덕의 함양, 아동 교육과 같은 주요 항목에서 서로의 의견을 달리하였다.

### 개혁 칼뱅주의

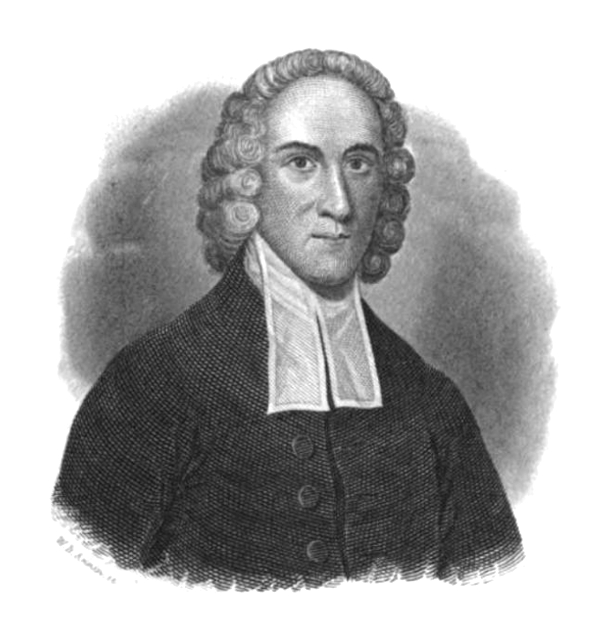
조너선 에드워즈

조너선 에드워즈는 흔히 미국 고유의 철학과 신학을 한 가장 중요한 인물 가운데 하나로 꼽힌다. 신학자로서 에드워즈는 제1차 대각성 운동에서 신의 절대적인 권능과 신성한 신의 아름다움을 강조하는 〈분노하신 하느님의 손에 든 죄인〉과 같은 정열적인 설교를 하였다. 한편, 철학자로서 그는 경험적 인식론과 뉴턴 물리학을 기조로 기독교와 결합된 플라톤주의를 펼쳤다. 에드워드의 사상은 경험론자인 조지 버클리로부터 강한 영향을 받았다.
에드워드는 저항에 대한 기초 형이상학적 범주를 설정하면서 비물질적인 정신은 이해와 의지를 가진다고 보면서 이해의 영역을 뉴턴 물리학의 틀에서 해석하였다. 주어진 어떠한 대상이라도 이러한 영역들을 지니게 된다고 보았는데, 이는 그 대상이 저항하기 때문이라고 생각하였다. 저항 자체는 신의 권능이 행사되는 것으로서 이는 마치 뉴턴 운동 법칙에서 물체가 현재의 운동 상태를 바꾸는 것이 "비의지적"인 것과 같다는 것이다. 즉 사물이 정지하고 있을 때는 계속하여 정지하고자 하고, 움직일 때는 계속하여 움직이고자 하기 때문에 이러한 상태의 변화에는 저항이 따른 다는 의미이다.
에드워즈가 자연 철학과 로크, 뉴턴,튼 버클리 등에서 비롯된 계몽주의 사상을 이용하여 청교도 신학을 개혁하려 하였지만, 그럼에도 그는 여전히 칼뱅주의자였고 양립주의를 단호하게 옹호하였다. 에드워즈는 또한 자유 의지를 배격하였는데, 선행이나 스스로의 믿음만으로는 구원을 받을 수 없다고 여겼다. 즉, 구원은 온전히 신의 은총만으로 가능하다는 주장이다.

### 미국의 계몽주의
17세기부터 18세기 초까지 미국 철학의 전통은 종교적 주제와 라무스의 재구성된 이성론을 기반으로 하고 있었다. 18세기에 들어 과학의 발전과 "새로운 학습"의 영향력이 커지자 미국의 계몽주의 시대가 열리게 되었다. 이 시기의 주요 학문은 윤리학, 도덕 철학, 자유 방임 경제학, 그리고 정치 사안에 대한 새로운 관심 등이었다.
새뮤얼 존슨은 "미국 철학의 창시자"로 불렸고, 또한 "식민지 미국에서 최초의 중요한 철학자이자 최초의 철학 교과서 간행자"이었다. 그는 철학과 신학 이외에도 교육, 백과사전의 발행, 대학 교육과정의 수립, 도서 분류법의 개발 등 많은 일을 하였다.
존슨은 "진정한 종교의 정수는 도덕성"이라는 관점을 제안하였고 "교단의 문제"는 모든 종교가 수용할 수 있는 비종교적 도덕 철학의 교육으로 해결할 수 있다고 보았다. 그리하여 만들어진 존슨의 도덕 철학은 데카르트와 로크의 사상을 기반으로 하였고, 직접적으로는 윌리엄 울러스턴의 《자연 표현 종교》와 조지 버클리의 형이상학에서 영향을 받은 것이었다. 존슨은 1729년에서 1731년 사이에 버클리로부터 교육을 받았다. 존슨은 칼뱅의 예정설을 강하게 부정하였고 사람은 자유의지와 로크가 주장한 인간의 자연권을 신봉하였다. 존슨의 혼성 철학은 자연 종교와 관념론이 결합된 것으로 스스로는 "미국 실천 관념론"(American Practical Idealism)이라고 불렀다. 존슨은 1731년부터 1754년까지 7번에 걸쳐 자신의 대학 교과서를 개정 증보하면서 이 사상을 발전시켰다. 존슨은 교과서 외에도 인지세법 논란 당시에 출간한 대담집 〈라파엘, 영국령 아메리카의 천재〉 등을 통해 울러스턴이나 버클리에게서 받은 영향을 뛰어넘었다. 〈라파엘〉운 경제, 심리학, 아동 교육, 정치 철학과 같은 주제 역시 다루고 있다.
존슨의 도덕 철학은 그가 집필한 대학 교재 《기초 철학》에서 "미덕의 실천을 통해 우리가 얻을 수 있는 최상의 행복"으로 정의되었다. 이것은 예일대학교의 총장이었던 토머스 클랩이 제안한 것으로 벤저민 프랭클린과 더 아카데미 엔드 컬리지 오브 필라델피아의 초대 학장 윌리엄 스미스이 지지하였고, 1754년 존슨 자신이 설립한 컬럼비아 킹스 컬리지(현 컬럼비아 대학교의 전신)에서 교육되었다. 존슨의 도덕 철학은 당대에 큰 영향을 주어 1743년에서 1776년 사이 미국 대학생의 절반이 이에 따른 교육을 받았고, 〈독립 선언〉의 사상적 기반 가운데 하나로 작용하였다. 제2차 대륙회의에서 〈미국 독립 선언〉을 작성한 오인회의 인물들은 모두 존슨의 미국 실천 관념론과 연관이 있었는데, 벤저민 프랭클린은 존슨의 오랜 친구이자 교재의 출판인 그리고 교육 운동의 동지였고, 로버트 리빙스턴은 존슨의 킹스 컬리지에서 교육 받은 제자였으며, 코네티컷 주의 대표자 로저 셔먼은 존슨의 아들인 윌리엄 새뮤얼 존슨의 예일대학교 후배였다. 존슨의 아들 윌리엄 새뮤얼 존슨은 필라델피아 제헌회의의 의장을 수임하였다.

### 미국 국부들의 정치 철학

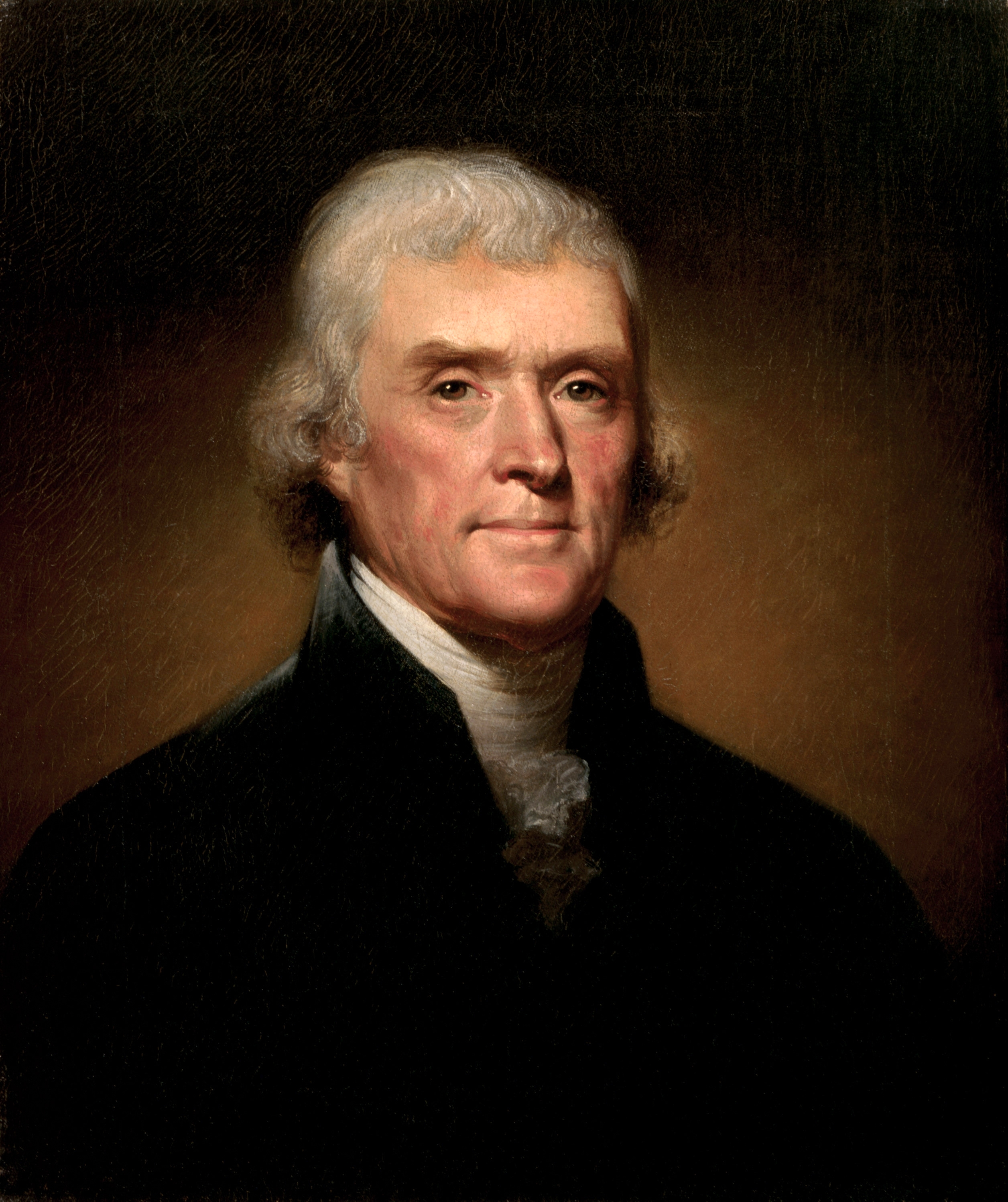
렘브란트 필이 그린 토머스 제퍼슨의 초상, 1800년

인지세법 시대에 정치 철학이 시민들의 주요 관심사로 부상하였다. 미국 건국의 아버지로 불리는 존 애덤스, 존 디킨슨, 알렉산더 해밀턴, 존 제이, 토머스 제퍼슨, 벤저민 프랭클린, 제임스 매디슨과 같은 사람들이 정치적 이슈에 대한 광범위한 글을 출간하였다. 17세기 이래 이어진 청교도적 주제를 여전히 다루는 가운데, 미국 국부들은 신과 국가, 개인 사이의 상호 관계에 대해 논하였다. 이들의 결과는 1776년 선포된 〈미국 독립 선언〉과 1778년 선포된 〈헌법〉에 반영되었다.
신생 독립국인 미국의 국체는 연방제 공화국으로서 권력 분립의 원칙에 따라 정부를 구성하여 입법부, 사법부, 행정부가 상호 견제하도록 설계되었고, 입법부는 하원과 상원의 양원제를 체택하였다.
국부들이 〈미국 독립 선언〉 안에서 언급되는 조물주, 자연의 신, 신의 섭리, 세계에 대한 신의 심판과 같은 용어들을 사용할 때 그들은 유신론 만을 염두에 두지는 않았다. 국부들의 신에 대한 관념에는 막시밀리앵 드 로베스피에르나 볼테르, 루소와 같은 유럽 계몽주의 사상가들의 이신론적 관념도 포함되어 있었다. 그러나 1774년 11월 5일부터 1776년 7월 4일 사이에 독립 선언 초안을 검토한 106인의 작성자들 가운데 공공연히 이신론을 주장한 사람은 프랭클린과 제퍼슨 단 두 명뿐이었는데, 이 둘은 모두 도덕 철학에 입각한 미국 실천 관념론자이기도 하였다. 그 외의 작성자들은 모두 특정 종단 소속 기독교인이었고, 프랭클린 마저도 국교의 필요성을 인정하면서 때때로 여러 교회에 출석하였다. 제퍼슨은 샬러츠빌에 있는 복음주의적 칼뱅주의 개혁 교회의 교구 위원이었는데, 이 교회는 1777년 자신의 이름을 따 스스로 창립한 것이었다. 그러나 독립 선언 작성자들은 모두 존슨, 프랭클린, 그리고 스미스의 특정 종파에 경도되지 않는 도덕 철학을 주장하였거나 연구하였고, 최소한 울러스턴의 자연 종교로부터 영향을 받았기 때문에, 독립 선언문에 "자연의 법칙과 신의 본성"이나 "행복의 추구"와 같은 개념을 넣는데 주저함이 없었다.

## 19세기
19세기 미국의 주요 철학 사조는 낭만주의와 실용주의이다. 낭만주의는 미국 내에서 초월주의로 구현되었으며 이는 주요한 미국적 혁신 가운데 하나로 자리하고 있다. 실용주의는 미국 내에서 독자적으로 발전한 학파로서 강력한 영향력을 발휘하였다. 이들에 비해 적은 규모이긴 하지만 조지 홈즈 하우이즌이 이끈 헤겔 철학 운동도 하나의 흐름을 이루었다.
이 외에 조시아 로이스의 사물 관념론과 같은 물질주의나 "보스턴 개인주의"로 알려진 보던 파커 본의 개인주의 같은 철학이 있었다.

### 초월주의

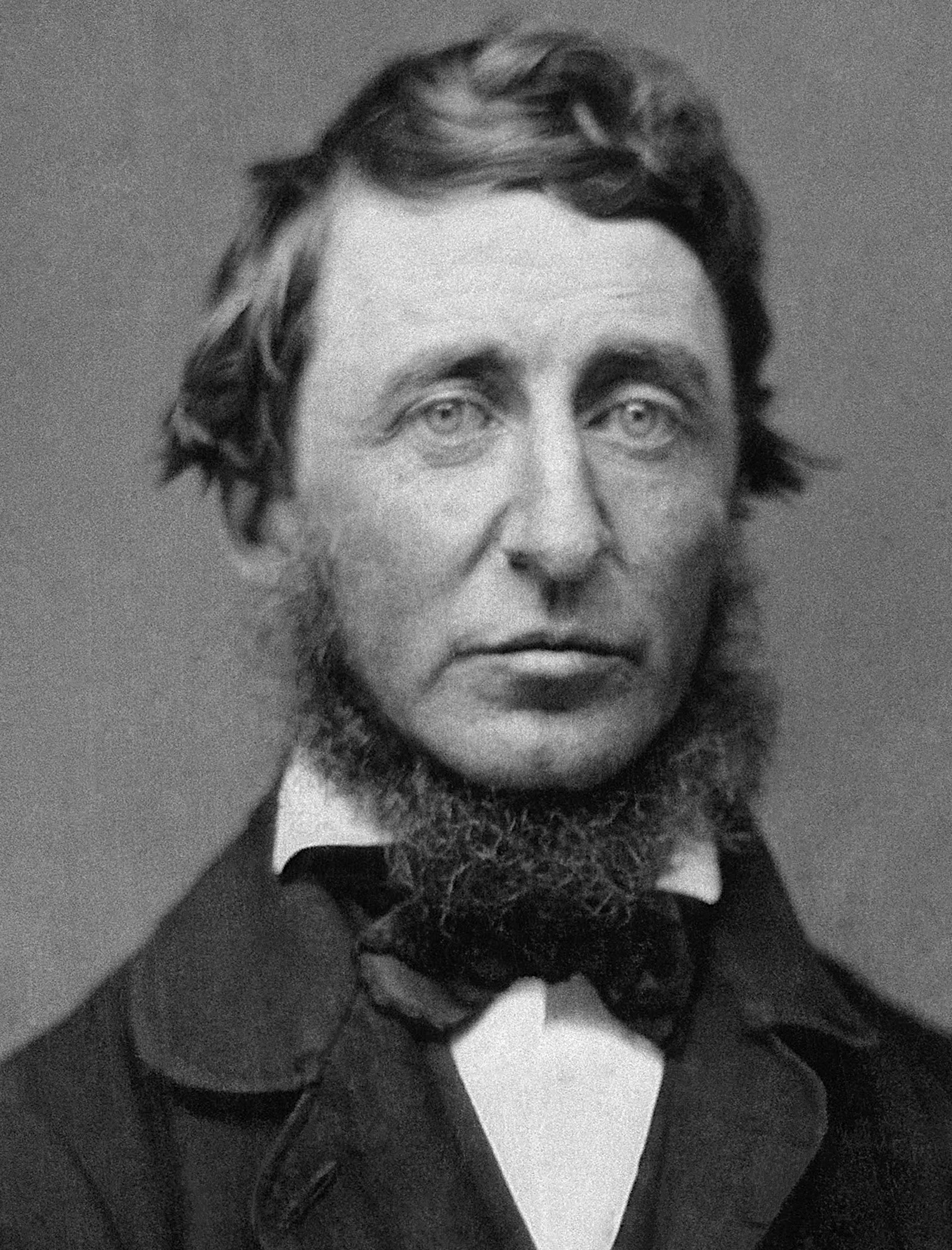
헨리 데이비드 소로우, 1856년

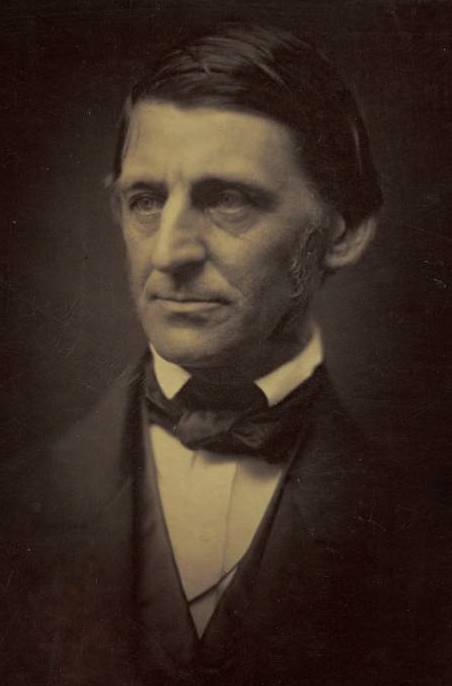
랠프 월도 에머슨, 1857년 무렵

미국의 초월주의는 모더니즘과 주지주의, 특히 환원주의적 세계관이 갖는 기계론에 대한 반발로 형성되었다. 초월주의는 전체론의 입장에서 물리적 경험적인 것을 "초월"하는 이상적인 정신 상태에 대한 믿음을 특징으로 하며, 이러한 완전한 상태는 오직 개개인 각자의 반성과 통찰에 의해서만 달성할 수 있는 것으로 보았다. 이에 따라 초월주의는 산업화와 과학 발전 또는 관성화된 기성 종교에 대해 반대하였다. 가장 널리 알려진 초월주의 저자로는 랠프 월도 에머슨, 헨리 데이비트 소로우, 그리고 마거렛 풀러가 있다.
초월주의 저자들은 모두 자연으로 회귀할 것을 주장하였고 실재적이고 참된 지식은 직관적이고 개인적이며 자연에 대한 개인의 깊은 성찰을 통해 얻는 것이라고 보았다. 이 때문에 이들은 과학적 지식은 그저 경험적 증거에 불과하다고 낮추어 보았다. 초월주의의 대표적 저서로는 소로우의 《월든; 숲 속의 삶》이 꼽힌다.

### 실용주의
실용주의는 아마도 미국 철학에서 가장 톡득하고 영향력 있는 철학 사조일 것이다. 실용주의는 19세기 후반에 미국의 찰스 샌더스 피어스, 윌리엄 제임스, 존 듀이 등에 의해 시작되었다. 실용주의 아이디어는 행동하고자 하는 의지가 보다 중요하다는 믿음에서 비롯되었다. 어떠한 개념의 의미는 그 개념을 진리로 받아들인 주체가 실시 또는 실천한 결과라는 것이다.

#### 찰스 샌더스 피어스

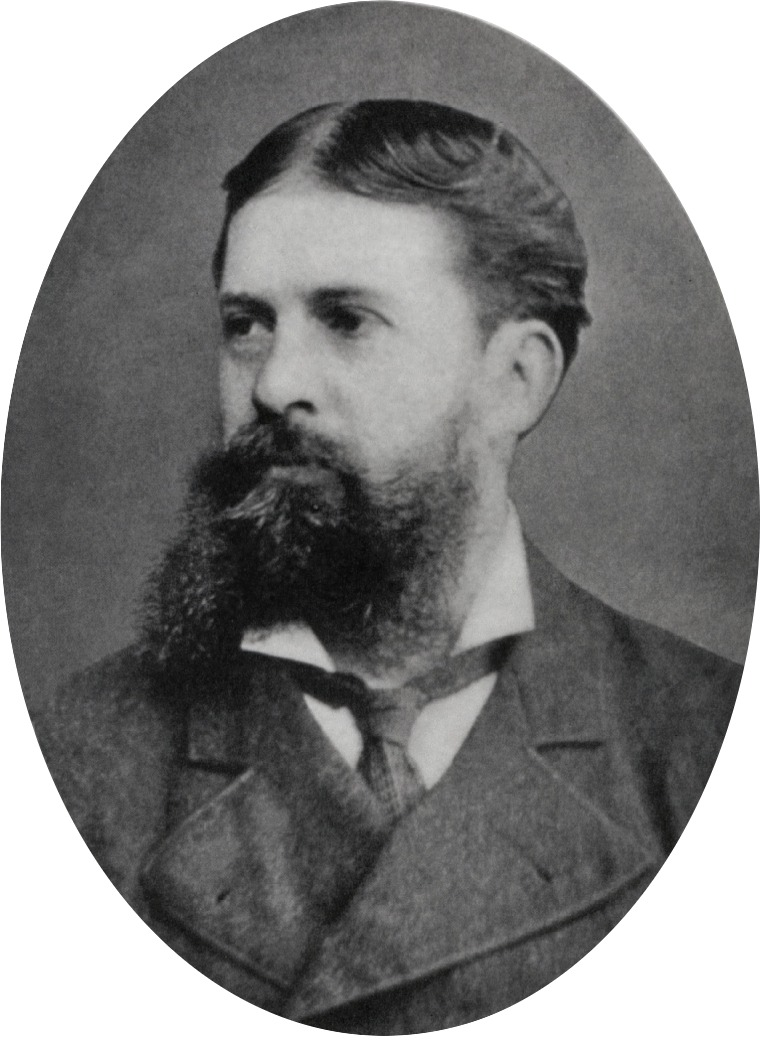
찰스 샌더스 피어스

박식가, 논리학자, 수학자, 철학자, 과학자인 찰스 샌더스 피어스는 1870년대에 실용주의(pragmatism)라는 용어를 도입하고 정의하였다. 그는 촌시 라이트 등이 함께한 지식인 대담 모임인 형이상학 클럽의 회원이었고 이 클럽의 회원들과 철학적 논의를 거치면서 실용주의를 발전시켰다. 피어스가 실용주의를 정식화한 최초의 저술로는 1877년 출간된 《믿음의 정착》과 1878년 출간된 《우리의 아이디어를 명확히 하는 방법》이 있다.
《믿음의 정착》에서 피어스는 이론상의 물음에 대해 믿음을 안착할 때 과학적 방법의 우수함을 논했다. 《우리의 아이디어를 명확히 하는 방법》에서는 훗날 피어스가 실용적 극대라고 이름 붙인 실용주의의 유명한 명제를 제시했다. 피어스는 "실천적 산물이 있어야 한다고 여겨질 효용이 있는 것을 고려할 때, 우리는 개념이 갖는 대상을 생각한다. 따라서, 이러한 효용에 대한 우리의 개념은 대상에 대한 우리 개념의 전체이다"라고 서술하였다. 피어스는 하나의 개념은 일반적으로, 행동의 집합을 의미하는 것은 아니라, 스스로의 분명한 효용이 있다고 주장하였다. 대신에 대상의 개념은 적확한 실천을 위해 생각할 수 있는 대상의 효과에 대한 일반적인 확장에 이르는 대상의 효과와 일치하게 된다고 본다. 그러한 고려 가능한 실천적 일치가 개념의 의미가 된다는 것이다.
실용적 극대는 이를테면 과거에 만들어진 차이가 있으나 실천적인 구분은 없는 것에 따른 혼동을 유익한 방향으로 명확히 하는 것을 돕기 위해 도입되었다. 전통적으로 한 개의 개념은 세부들로 나뉜 아이디어로 분석된다.(피어스는 예로서 기호가 그것의 대상과 일치하는 경우의 진리에 대한 정의를 들었다) 필요하지만 제한된 단계로서 실용적 극대는 후속적으로 실천에 기원하는 단계를 추가하였다.(피어스는 예로서 충분한 조사의 결론인 경우의 진리를 들었다.)

#### 윌리엄 제임스

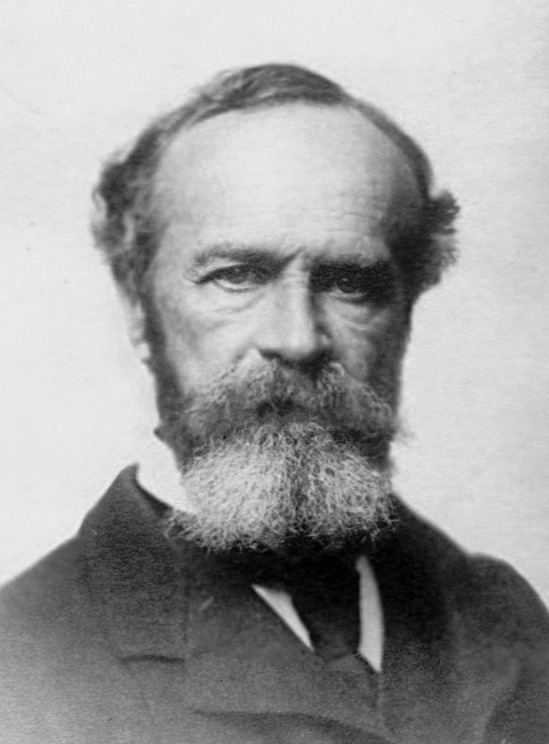
윌리엄 제임스, 미국 실용주의자, 심리학자

윌리엄 제임스(1842년–1910년)는 생리학, 심리학, 철학 등에서 독자적인 사상을 선보인 사람이었다. 그이 대표작은 《종교적 경험의 다양성》, 《심리학 원리》, 《실용주의》 등이 있다.
제임스는 피어스와 함께 아이디어를 명확히 하고 딜레마를 해결하면서 실용주의를 구체화하였다. 1910년 출간된 제임스의 《실용주의:생각의 몇가지 오래된 방법들을 위한 새로운 이름》에서 그는 피어스의 실용적 극대를 다음과 같이 설명하였다.
모든 우리의 사고-구별의 근간에서 유형의 사실은, 미묘하지만, 그것 중 어떤 것도 다른 실천의 가능성 없이는 아무런 내용도 없다는 것이다. 대상에 대한 우리의 사고가 완벽한 명확성에 도달하려면, 따라서, 우리는 그 대상이 가져올 수 있는 실천적 종류의 발현 효과만을 고려하면 된다.

제임스는 실용주의를 아이디어를 명확히 하는 방법으로 정형화했을 뿐만아니라 진실에 대한 특정한 이론을 지지하였다. 피어스는 훗날 제임스의 이러한 정의를 거부하고 실용적 극대는 단지 방법론적 지위로서 논리와 실용주의의 극대라고 언급하면서, 이를 실체적 원칙 즉 어떠한 대상이나 진리 또는 기타의 것에 대한 이론으로 삼는 것을 명시적으로 거부하였다.
제임스는 또한 "대상은 대상 자체만큼 실제한다"고 주장한 급진적 경험주의자로 알려져 있고, 진리는 획일적이지 않다는 다원주의자이기도 하였다. 제임스는 후기에 중립적 일원론을 받아들였다.

#### 존 듀이
존 듀이 (1859년–1952년)는 피어스와 제임스의 뒤를 이은 실용주의자로서 오늘날까지 철학계에 영향력을 미치고 있다. 듀이는 헤겔 철학과 데이비드 흄의 경험주의를 바탕으로 실용주의를 크게 발전시켰다. 그는 일생동안 매우 많은 저술을 남겨 저술 목록만 125 페이지에 달할 정도이고, 철학뿐만 아니라 교육학, 사회학, 심리학 등에 많은 영향을 주었다. 듀이는 기능주의 심리학을 창시하였고 미국의 진보주의 교육을 이끌었다.
듀이는 고전적 자유주의의 개인주의를 반대하면서 사회 제도는 "개인에게서 무언가를 수취하는 것이 아니라 개인을 만드는 것"이라고 주장하였다. 그는 개인이 사회 제도에 맞추어지는 것이 아니라 사회제도가 개개인에 의해 형태를 잡아간다고 하면서 이러한 사회 계약에 의해 개인이 만들어지고 개인의 자유가 지지된다고 주장하였다.
듀이는 응용 철학인 교육 철학 관련 저술로 널리 알려져 있다. 듀의의 《민주주의와 교육》은 현대 미국 교육에 지대한 영향을 주었으며, 듀이의 이론을 반영한 경험중심 교육과정은 대한민국의 교육과정에도 큰 영향을 주었다. 듀이의 교육 철학은 아동들이 행동을 통해 학습한다는 것으로 학교 제도 교육이 불필요하게 형식화되거나 긴 기간에 걸쳐 이루어질 필요는 없다고 생각하였다.

## 20세기

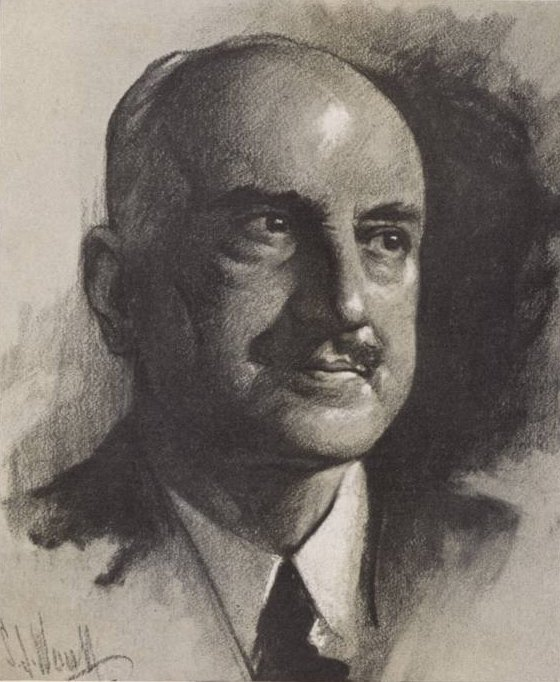
조지 산티야나, 스페인 출신 미국 철학자

19세기에 시작된 실용주의는 20세기에도 다른 철학 사조와 더불어 계속되었다. 아인슈타인의 상대성 이론을 비롯한 과학 지식의 발전은 철학계에도 큰 영향을 주었다. 20세기 중반에 시작된 분석철학과 언어철학은 미국에서도 널리 전파되었다. 한편, 유럽에서 실존주의와 현상학이 큰 영향력을 발휘한 것과 달리 미국에서는 이들 사조가 널리 받아들여지지는 않았다.

### 관념론에 대한 거부
20세기에도 실용주의는 여전히 영향력을 유지하였다. 스페인 출신의 미국 철학자 조지 산티야나는 이 시기 실용주의를 대표하는 철학자 가운데 한 명이다. 그는 관념론을 철저하게 반대하였고, 모두가 자명하다고 인정하는 가치관으로서의 상식을 거부하였다. 그는 어떤 것이든 지식으로서 질서가 확고해 진다면, 어떤 지식도 가능해 보이지 않게되며, 결론적으로 회의주의가 될 것이라고 생각했다. 그는 스스로 확신하지 못하지만 다른 사람에게 의지하기에 믿는 것을 "동물적인 믿음"이라고 불렀다.
산타야나는 《회의주의와 동물적 믿음》에서 지식은 이성의 결과가 아니라 행동하라는 명령이 요구되고 세계에 성공적인 개입이 수반되어야 하는 것이라고 주장했다. 그는 자연주의에 입각하여 토대주의를 혹독하게 비판하였다. 자연세계에서 일어나는 사건에 대한 설명은 과학의 몫이며 행동의 의미와 가치가 철학의 영역이라는 것이다.

### 과정 철학
과정 철학은 알프레드 노스 화이트헤드, 찰스 하츠혼과 같은 사람들이 주창한 것으로 아인슈타인의 세계관을 수용하였다. 과정 철학의 핵심 신념은 사건과 과정이 존재론의 주된 범주라는 것이다. 화이트헤드는 그간의 철학에서 상정하였던 고정 불변하는 세계는 실재가 아니며 "존재의 실상은 활동하는 동안에만 있고, 활동이 끝나면 소멸한다"는 생성론을 주장했다. 그는 《관념의 모험》에서 결정론에 근간한 법칙주의적 역사관을 거부하고 역사 역시 다양한 원인이 작용하는 "합생"(concresences)의 결과라고 보았다.

### 분석 철학
20세기 중반에 들어 미국 철학은 분석 철학이 주류를 이루었다. 분석 철학은 유럽의 고틀로프 프레게, 버트란드 러셀, 루트비히 비트겐슈타인과 논리실증주의자들에 의해 시작되어 미국으로 전파되었다. 논리실증주의는 비트겐슈타인과 직접적인 연계를 갖고 있진 않았지만 그의 사상에서 많은 영향을 받았으며, 스스로 데이비드 흄과 에른스트 마흐를 계승하였다고 여겼다. 논리실증주의는 비트겐슈타인의 "말할 수 없는 것에는 침묵하여야 한다"는 주장에 크게 동조하였고 과학적 언어 분석이나 기호논리학은 단지 지식을 얻는 하나의 통로가 아니라 철학적 명제의 진위나 의미의 유무를 밝히는 주요한 수단이라고 보았다. 1930년대 나치의 대두로 논리실증주의를 주장하던 빈학파 대부분이 국외로 망명하게 되면서 빈학파는 사실상 해체되었다. 이때 미국으로 이민한 루돌프 카르나프가 분석 철학을 미국에 소개하였다.
윌러드 밴 오먼 콰인은 논리실증주의를 배격하면서도 명징한 지식을 추구하고 세계를 이해하는데 철학과 과학이 어깨를 맞대고 나갈 수 있다는 관점을 공유하였다. 콰인은 〈경험주의의 두 교리〉에서 논리실증주의를 공격하였다. 그는 의미 있는 명제란 종합명제와 분석명제 뿐이라는 논리실증주의의 주장을 경험주의에 대한 교조적 태도라고 비판하고 이들이 환원론에 빠져있다고 비판하였다. 콰인은 또한 번역의 불확정성을 주장하며 "gavagai"의 예를 든 것으로 유명하다. 그는 "한 언어를 다른 언어로 번역하는 경우 관찰할 수 있는 언어 성향의 총화와 일치하는 여러 가지 다른 번역을 할 수 있는데, 이 때 어느 번역이 올바른 번역이냐고 묻는 것은 헛된 일"이라고 생각하였다.

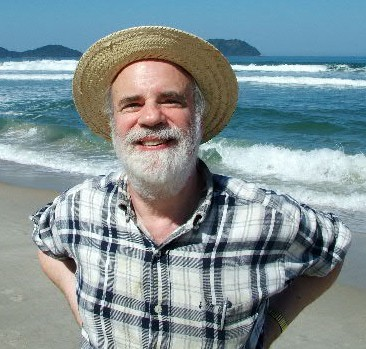
솔 크립키

콰인의 제자인 솔 크립키는 분석 철학에 지대한 영향을 주었다. 크립키는 양상 논리와 직관 논리를 구분하는 크립키 의미론을 주장하였고, 1970년대에 행해진 언어 철학 강의를 모아 《이름과 필연》을 발간하였다. 그는 비트겐슈타인의 후기 언어 철학으로부터 영향을 받았으나, 크립키의 비트겐슈타인 해석은 정석이 아니라는 평가를 받고 있다.
토머스 쿤은 과학 철학과 과학사에 큰 영향을 미친 학자로 그의 대표작 《과학 혁명의 구조》은 패러다임의 개념을 소개한 것으로 유명하다. 쿤의 패러다임 이론은 지식 사회학의 중요한 이정표로 여겨지고 있다.

### 정치 철학으로의 회귀
1970년대 들어 분석철학이 추상과 개념의 문제로 자체적인 내홍을 겪는 사이 미국 철학의 주요 주제는 정치와 사회에 대한 것으로 이동하였다.

아인 랜드는 그의 소설 《파운틴헤드》(1943년), 《아틀라스》(1957년)을 통해 윤리적 이기주의(훗날 객관주의로 명명)를 주장하였다. 랜드의 소설은 큰 반향을 불러일으켜 객관주의 운동의 모태가 되었다. 랜드는 인식 외부에 있는 객관적 실재를 이성에 의해 파악할 수 있으므로 인류는 스스로의 합리적 자기이해를 가지고 윤리적 이기주의에 따라야 할 것이라고 주장하였다. 전문 철학계는 랜드의 저술에서 지적 엄밀성과 품질을 보이지 않는다고 비판하였지만, 대중들은 랜드를 미국 자유주의 운동의 상징으로 바라보았다.
1971년 존 롤스는 《정의론》을 출판하였다. 그는 이 책에서 사회계약설에 근간한 "공평한 정의"를 주장하였다.
1960년대와 1970년대 미국은 민권 운동의 시기이기도 하였다. 마틴 루터 킹 주니어는 인종 차별 반대와 민권 신장을 위한 많은 저술을 남겼다.

### 여성주의

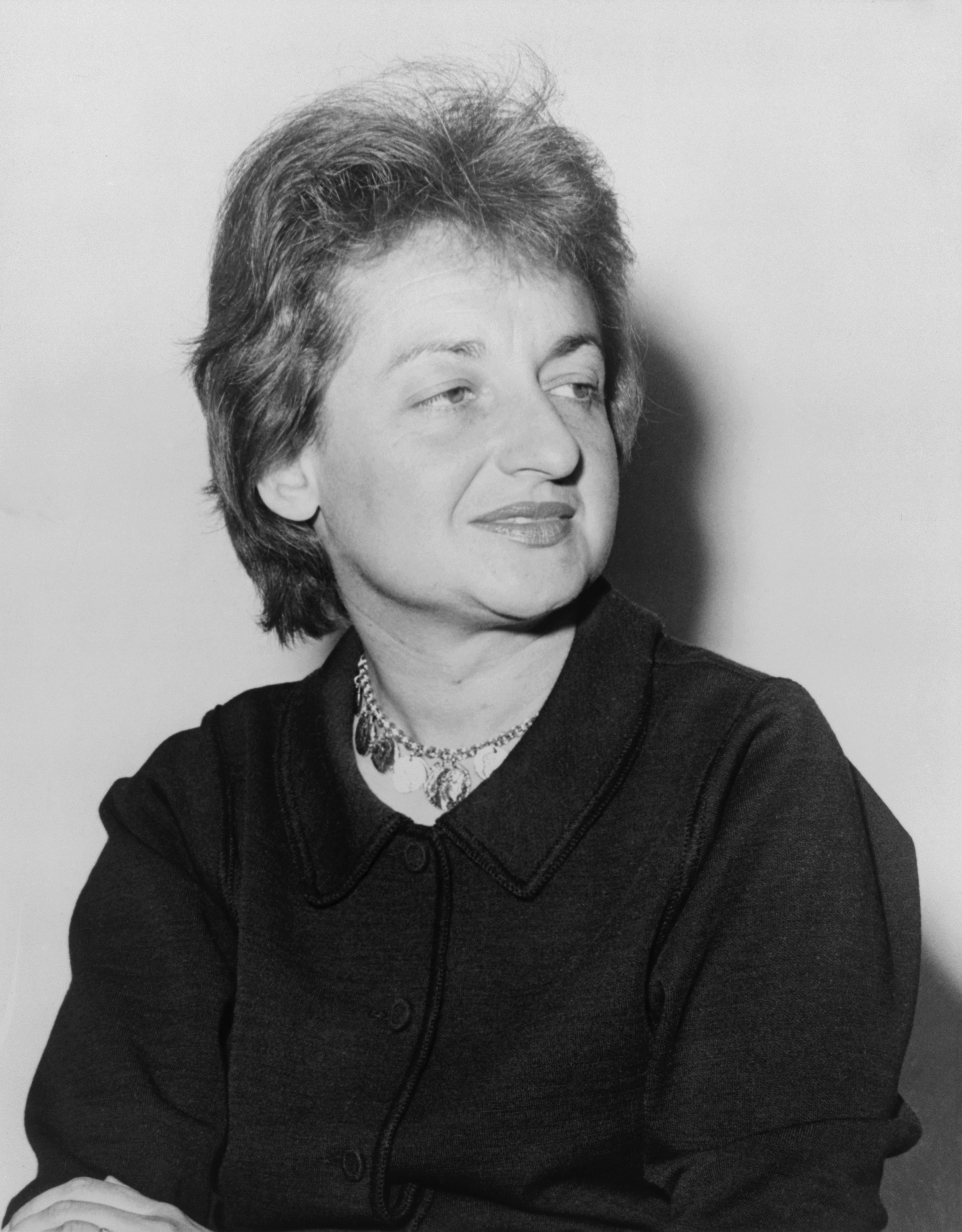
베티 프리댄

여성주의자라고 여겨질 수 있는 더 이른 시긴의 작가들이 있었으나 제2세대 여성주의로도 알려진 1960년대와 1970년대의 여성주의 운동은 그것이 철학에 끼친 영향으로 주목할 만하다.
대중의 마음은 베티 프리댄의 《여성의 신비》에 사로잡혔으며, 에이드리언 리치와 같은 여성주의 철학자들이 이를 뒤따랐다. 이들 철학자는 그들이 윤리학에 대한 가부장적 접근이라고 생각하는 것, 예를 들어 권리 기반의 정치 이론과 같은 철학의 기본적 가정과 가치를 비판하였다. 또한 이들은 가치 중립적인 문제는 없다고 서술하고, 철학적 이슈의 사회적 차원을 분석하기 위하여 노력하였다.

## 현대

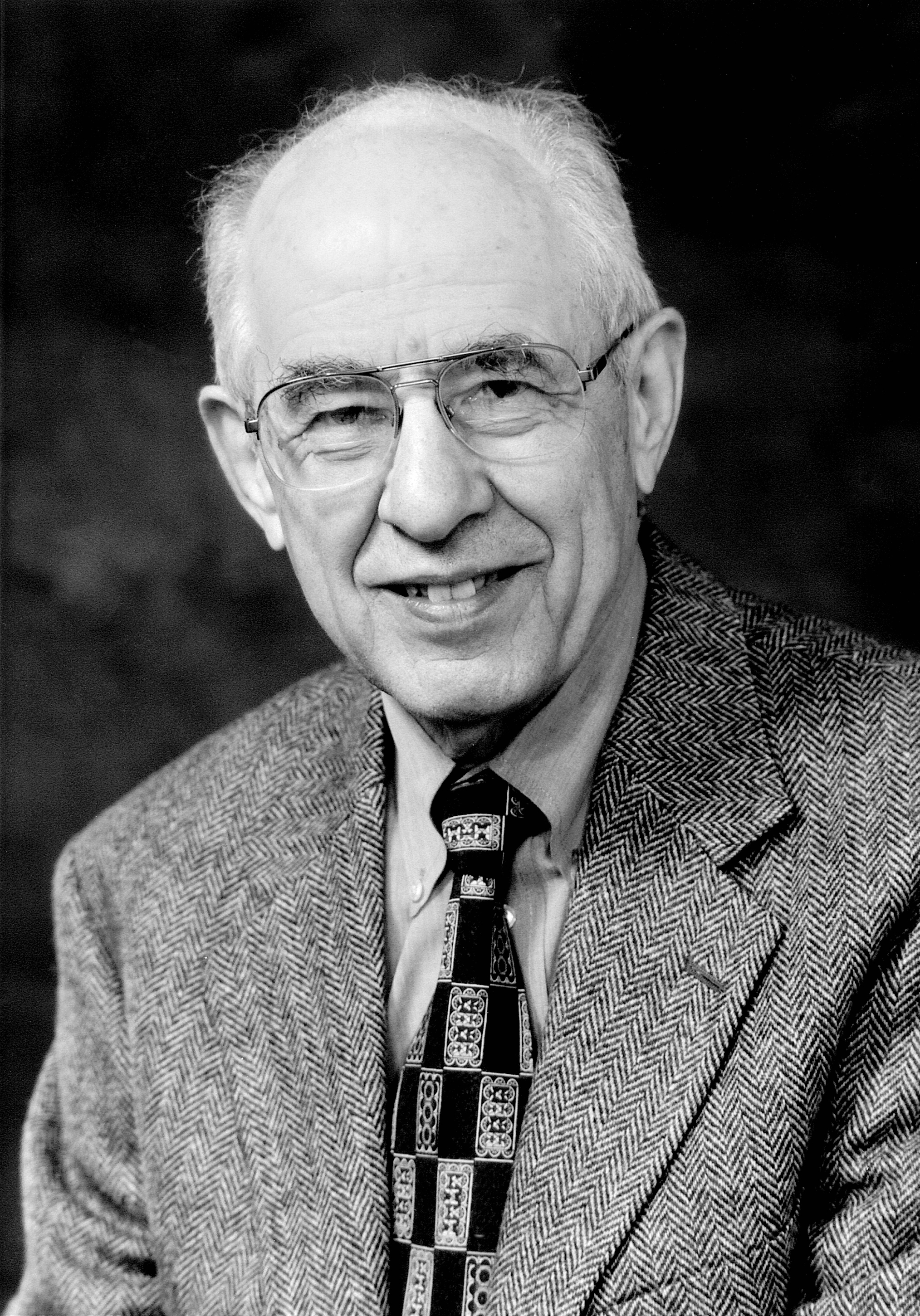
힐러리 퍼트넘

20세기 말에는 프래그머티즘에 대한 관심이 부활하였으며, 이러한 흐름은 힐러리 퍼트넘과 리처드 로티가 주도하였다. 로티는 《철학, 그리고 자연의 거울》, 《철학, 그리고 사회적 희망》의 저자로 유명하다. 힐러리 퍼트넘은 수학에서의 유사 경험론(quasi-empiricism in mathematics), 통 속의 뇌 사고 실험에 대한 도전, 그리고 심리 철학, 언어 철학, 과학 철학에 대한 저술로 잘 알려져 있다.

## 같이 보기
- 철학사
- 미국철학학회